# Йордан (река)
Вижте пояснителната страница за други значения на Йордан.
Йордан е река в Израел и Йордания, вливаща се от север в Мъртво море. Дължина – 252 km, площ на водосборния басейн – около 18 300 km². Река Йордан се образува на 79 m н.в. от сливането на двете съставящи я реки Дан (лява съставяща) и Ал Хасбани (дясна съставяща), водещи началото си от масива Хермон (южната част на планината Антиливан). По цялото си протежение тече в южна посока през полупустинната меридионална тектонска падина Гхор през езерата Хула и Галилейско (Тивериадско езеро) и се влива от север в Мъртво море, на −417 m н.в. В горното си течение долината ѝ е тясна, на места по течението с прагове, а в долното течение се разширява. Среден годишен отток – около 50 m³/s. Подхранването ѝ е подземно и езерно. Основни притоци: леви – Дан, Ярмук, Ал Араб, Ет Тайиба, Зиклаб, Ал Ябис, Куфринджа, Раджиб; десни – Ал Хасбани, Амуд, Харод, Безек, Ал Малих. Голяма част от водите ѝ се използват за напояване и долината ѝ е главният земеделски район на Йордания. Река Йордан е важна за християнството, защото традиционно се вярва, че Йоан Кръстител в нея е кръщавал последователите си (включително и Иисус Христос).